# 皮埃尔克洛
皮埃尔克洛（法語：Pierreclos，法語發音：[pjɛʁklo]）是法国索恩-卢瓦尔省的一个市镇，属于马孔区。

## 地理
皮埃尔克洛（46°20'1"N, 4°41'15"E）面积12.41 平方千米，位于法国勃艮第-弗朗什-孔泰大區索恩-卢瓦尔省，该省份为法国中部省份，北起顺时针与科多尔省、汝拉省、安省、罗讷省、卢瓦尔省、阿列省和涅夫勒省接壤。
与皮埃尔克洛接壤的市镇（或旧市镇、城区）包括：索洛尼、布尔维兰、比西耶尔、圣普安、塞里耶尔。
皮埃尔克洛的时区为UTC+01:00、UTC+02:00（夏令时）。

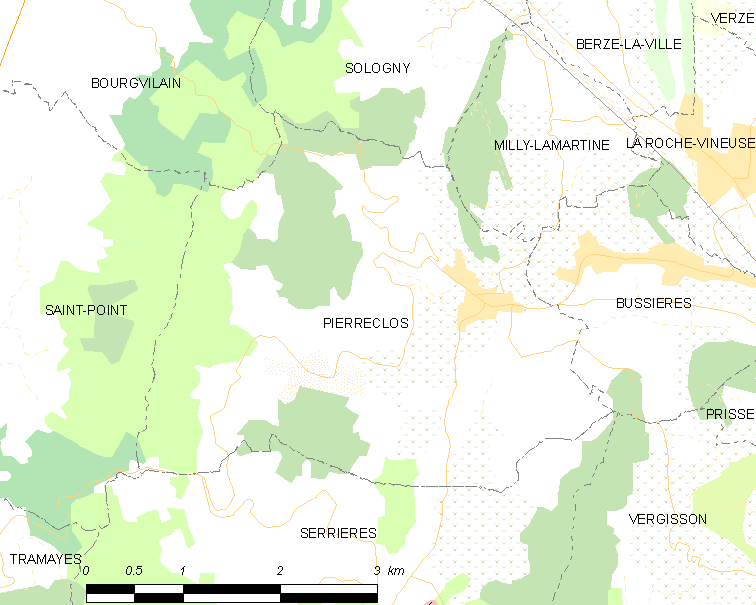
皮埃尔克洛的OSM定位图

## 行政
皮埃尔克洛的邮政编码为71960，INSEE市镇编码为71350。

## 政治
皮埃尔克洛所属的省级选区为拉沙佩勒德甘谢县。

## 人口

1962-2008年间皮埃尔克洛人口变化图示

皮埃尔克洛于2022年1月1日时的人口数量为851人。